# André Michaux
André Michaux, född den 8 mars 1746 i Satory vid Versailles, död den 11 oktober 1802 på Madagaskar, var en fransk botanist. Han var far till François André Michaux. Auktorsnamnet Michx. kan användas för André Michaux i samband med ett vetenskapligt namn inom botaniken; se Wikipediaartiklar som länkar till auktorsnamnet.
Michaux var en djärv och energisk forskningsresande och en noggrann iakttagare. Han företog en resa i länderna mellan Kaspiska havet och Persiska viken 1782–1784, vistades på sin regerings uppdrag i Nordamerika 1785–1796 och deltog i Nicolas Baudins expedition till Île-de-France 1800, varefter han slog sig ned på Madagaskar, där han snart dukade under för följderna av klimatsjukdomar. Michaud vann ett berömt namn som forskare och författare inom Nordamerikas flora. Sonen utgav hans stora verk Histoire des chênes de l'Amérique (med 36 tavlor, 1801) och Flora boreali-americana (2 band, 1803), båda med illustrationer av Pierre-Joseph Redouté.